# Andrzej Gościejewicz
Andrzej Gościejewicz (ur. ok. 1640 w Poznaniu, zm. po 1681), kupiec i aptekarz poznański, burmistrz Poznania.
Był synem aptekarza i burmistrza poznańskiego Grzegorza oraz Jadwigi z Koniecznych. Odziedziczył majątek po ojcu i pełnił liczne funkcje we władzach miasta; był m.in. starszym gildii kupieckiej (1669–1672), rajcą miejskim (1672–1675), wreszcie burmistrzem (1676–1680). Był jednym z reprezentantów Poznania na sejmie walnym w Warszawie w 1667 oraz na sejmie koronacyjnym w 1669. Jako rzecznik praw polskich handlowców uzyskał w 1669 potwierdzenie dawnych przywilejów w dziedzinie handlu dla Poznania.